# Svenskekrigene
 Der er for få eller ingen kildehenvisninger i denne artikel, hvilket er et problem. Du kan hjælpe ved at angive troværdige kilder til de påstande, som fremføres i artiklen.

Svenskekrigene (svensk: Dansk-svenska krig) er en fællesbetegnelse for den række af krige kongerigerne Danmark og Sverige udkæmpede efter den endegyldige opløsning af Kalmarunionen i 1523. De to landes opgør i unionstiden (1397-1523), hvor Sverige flere gange rev sig løs og valgte egne konger eller rigsforstandere, var delvis svenske borgerkrige mellem unionstilhængere og uafhængighedstilhængere, og de regnes ikke med til Svenskekrigene.
Det overordnede stridsemne i Svenskekrigene var herredømmet over Østersøen og den dertil knyttede handel, samt Sveriges forsøg på at bryde den danske omklamring af riget ved at erobre Danmark-Norges grænseprovinser langs Kattegat, Øresund og den vestlige Østersø.
I den tidlige fase var Danmark overlegent pga. større befolkning og økonomi, men uden at kunne fremtvinge en afgørelse, hvilket bl.a. skyldtes det vanskellige terræn og manglende mulighed for at kunne aftvinge civilbefolkningen tilstrækkelig med levnedsmidler, samt problemer med at hverve nok lejetropper, da Sverige havde ry for at være fattigt, koldt og ufremkommeligt blandt europæiske landsknægte.
Axel Oxenstiernas reformer af den svenske administration og det svenske finansvæsen satte fra 1620'erne Sverige i stand til at mobilisere meget store økonomiske ressourcer og opbygge en national hær som en pålidelig grundstamme i den svenske militærmagt. Landets indblanding i Trediveårskrigen gjorde det til en europæisk stormagt, der fra besiddelser i Nordtyskland kunne true Danmark sydfra. Dermed var den strategiske situation afgørende ændret, og Danmark var i defensiven.
Sverige erobrede i Torstenson-krigen (1643-45) og Karl Gustav-krigene (1657-60) Østersø-øerne Gotland og Øsel, hele Østdanmark og den norske Kattegatkyst, samt to norske grænselandskaber. Dermed var styrkeforholdet afgørende forrykket til svensk fordel.
I den sidste fase af svenskekrigene prøvede Danmark at generobre Skånelandene, men det mislykkedes, dels pga. dårlig ledelse i de afgørende slag ved Lund (1676) og ved Slaget ved Helsingborg (1710), og dels pga. Sveriges alliance med Europas førende stormagt Frankrig.
Ved afslutningen på Store Nordiske Krig i 1721 ophørte Sverige med at være en stormagt, men beholdt de fra Danmark og Norge erobrede områder. Da Danmark-Norge ikke var stærkt nok til at generobre disse, og de vesteuropæiske stormagter, primært Storbritannien, ikke var interesseret i at ændre magtbalancen i Norden, ebbede Svenskekrigene ud. De dansk-svenske krige ophørte endegyldigt ved afslutningen af Napoleonskrigene, hvor Danmark blev reduceret til en småstat uden mulighed for at gå i offensiven. Endelig ændrede skandinavismens fremkomst i 1830'erne efterhånden de nordiske folks forhold til hinanden, så tanken om svenskere og danskere som nordiske broderfolk kom til at dominere den offentlige opinion og fortrængte de gamle fjendebilleder.
Danmark og Sverige har i alt været i krig mod hinanden 11 gange efter afslutningen på Kalmarunionen